# Androsace yargongensis
Androsace yargongensis är en viveväxtart som beskrevs av Marcel Georges Charles Petitmengin. Androsace yargongensis ingår i släktet grusvivor, och familjen viveväxter. Inga underarter finns listade i Catalogue of Life.